# Усть-Четласский заказник
Усть-Четласский заказник — государственный природный ландшафтный заказник регионального значения на востоке Лешуконского района Архангельской области.

## История
Усть-Четласский заказник был образован 12 марта 1987 г. с целью сохранения типичного образца — эталона ландшафта, растущих здесь растений, занесённых в Красную книгу СССР, и поддержания общего экологического баланса.

## Расположение
Заказник находится в 150 километрах от села Вожгора, на территории Вожгорского участкового лесничества Лешуконского лесничества, в кварталах 86, 87, 88, на правом берегу реки Мезенской Пижмы, в пределах запретной полосы, против устья реки Четлас. Вся площадь заказника относится к защитным лесам. Лесные земли занимают 85,0 % общей площади и полностью представлены покрытыми лесом площадями. Нелесные земли занимают 15,0 %, основные из которых являются болотами.

## Основные объекты охраны
На территории заказника расположен типичный эталон ландшафта возвышенности Четласский Камень (Тиманский кряж). В заказнике произрастают редкие и исчезающие растения, занесённые в Красную книгу России.